# Франциск Смуглевич
Франциск Смуглевич (пол. Franciszek Smuglewicz, лит. Pranciškus Smuglevičius; 6 жовтня 1745, Варшава — 6 (18) вересня 1807, Вільно) — польський художник.

## Біографія

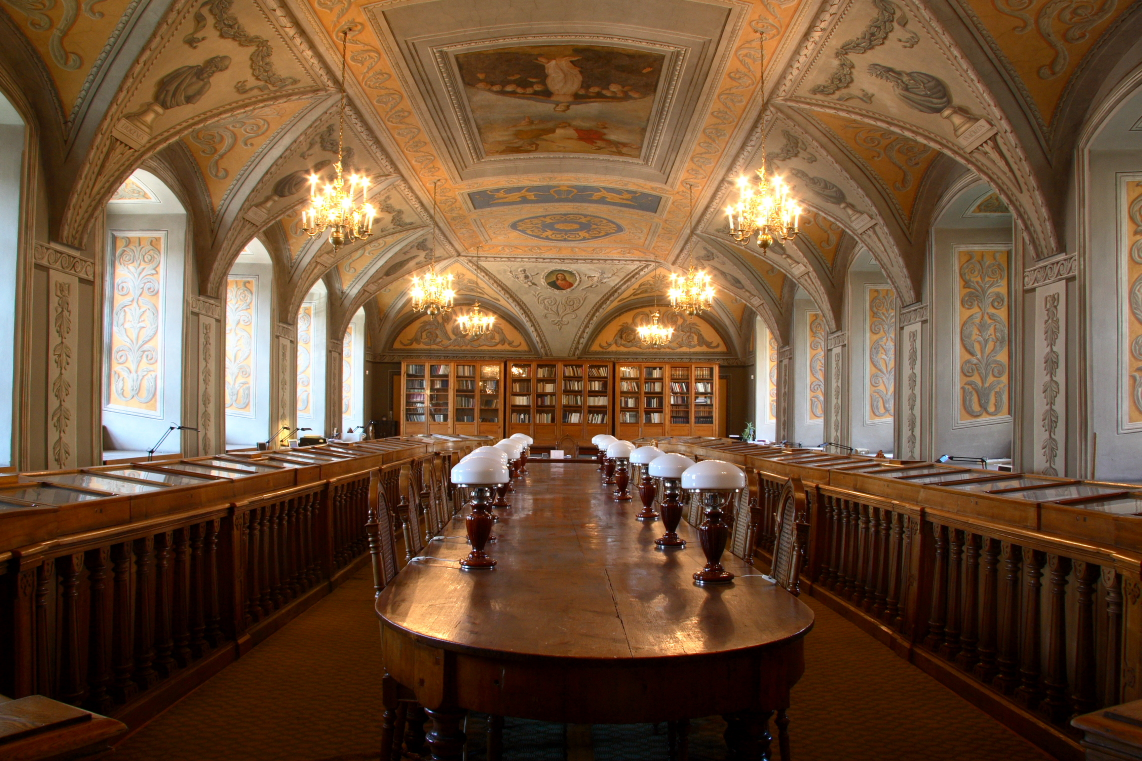
Зал Смуглевіча (Вільнюський університет)

Першими вчителями були батько — художник Лукаш Смуглевич (крім Франциска, ще чотири його сини пов'язані з образотворчим мистецтвом) і родич Шимон Чехович.
У 1763—1764 роках навчався в Римі в Антоніа Марона з 1765 року як стипендіат короля Станіслава Августа в римській Академії святого Луки. У Римі працював над інтер'єром костнла Святого Станіслава, також співпрацював з Вінченцо Брена при інвентаризації палацу Нерона. В освітніх цілях копіював твори майстрів.
У 1784 році повернувся у Варшаву. У 1785 році, після перерви, з 1797 року жив і працював у Вільнюсі, в 1786—1797 роках у Варшаві, де заснував приватну школу живопису.
Заснував кафедру живопису і малюнку в Головній віленські школі у 1803 році перетвореній в імператорський Віленський університет, і керував нею; професор (1797). Це був початок так званої Віленської школи живопису. Його учнями були, серед іншого: Йосип Олешкевич, Йосип Пішак, Мацей Топольський і Матеуш Токарський.
В 1800—1801 роках на запрошення царя Павла І жив і працював в Санкт-Петербурзі, зокрема оформляв інтер'єри Михайлівського замку
Був похований на цвинтарі Расу у Вільнюсі. Проте точне місце його поховання було невідомо вже в кінці XIX століття.

## Творчість

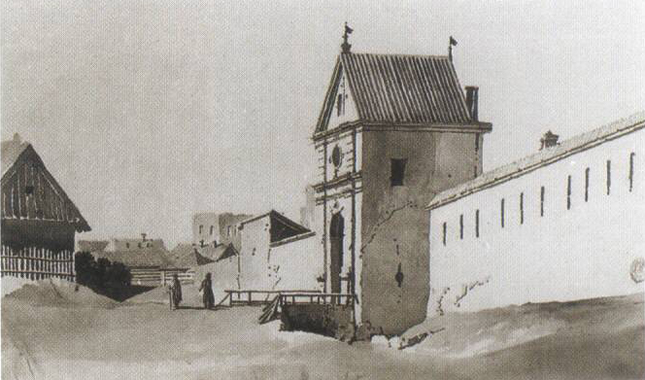
Троцькі ворота

Живопис своїм характером класичний (переважно картини на теми давньої історії й Біблії, портрети; побутові сцени), з елементами бароко. Писав картини для костелів Варшави та інших міст Польщі. У вільнюському костелі Святих Петра і Павла знаходиться одне з полотен Смуглевича на релігійну тему — «Прощання св. Петра і Павла» (1804).
Автор циклу акварелей з видами архітектурних пам'яток Вільно (1785; Художній музей Литви), які мають значення джерела цінної іконографічної інформації про колишні або безповоротно перебудовані споруди. Завдяки багатьом репродукціям широко відомі акварелі Смуглевича, які зафіксували ворота вільнюської міської стіни й руїни королівського замку у Вільнюсі.
У 1802 році разом з братом Антонієм Смуглевичем декорував зал засідань в Головній Веленській школі зараз Зал Смуглявічуса Вільнюського університету (читальний зал рідкісної книги бібліотеки університету).

Творчість мала великий вплив на розвиток литовського образотворчого мистецтва.

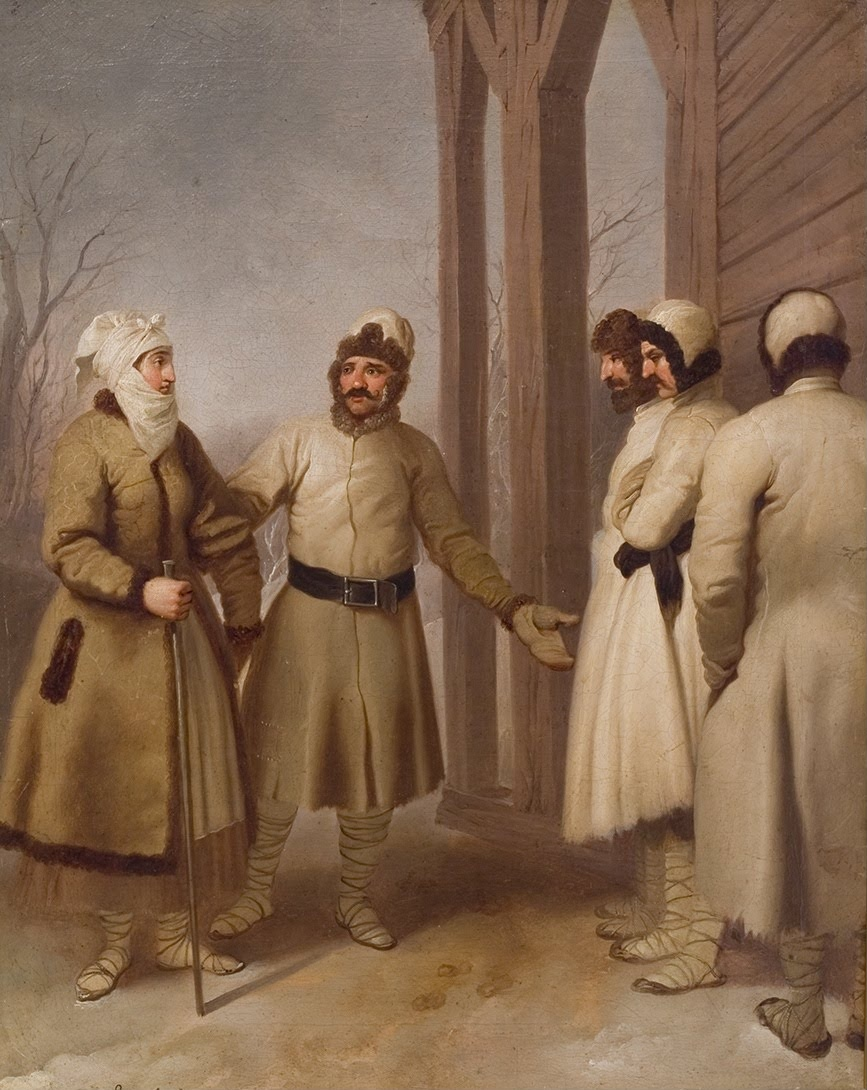
Литовські сяляни
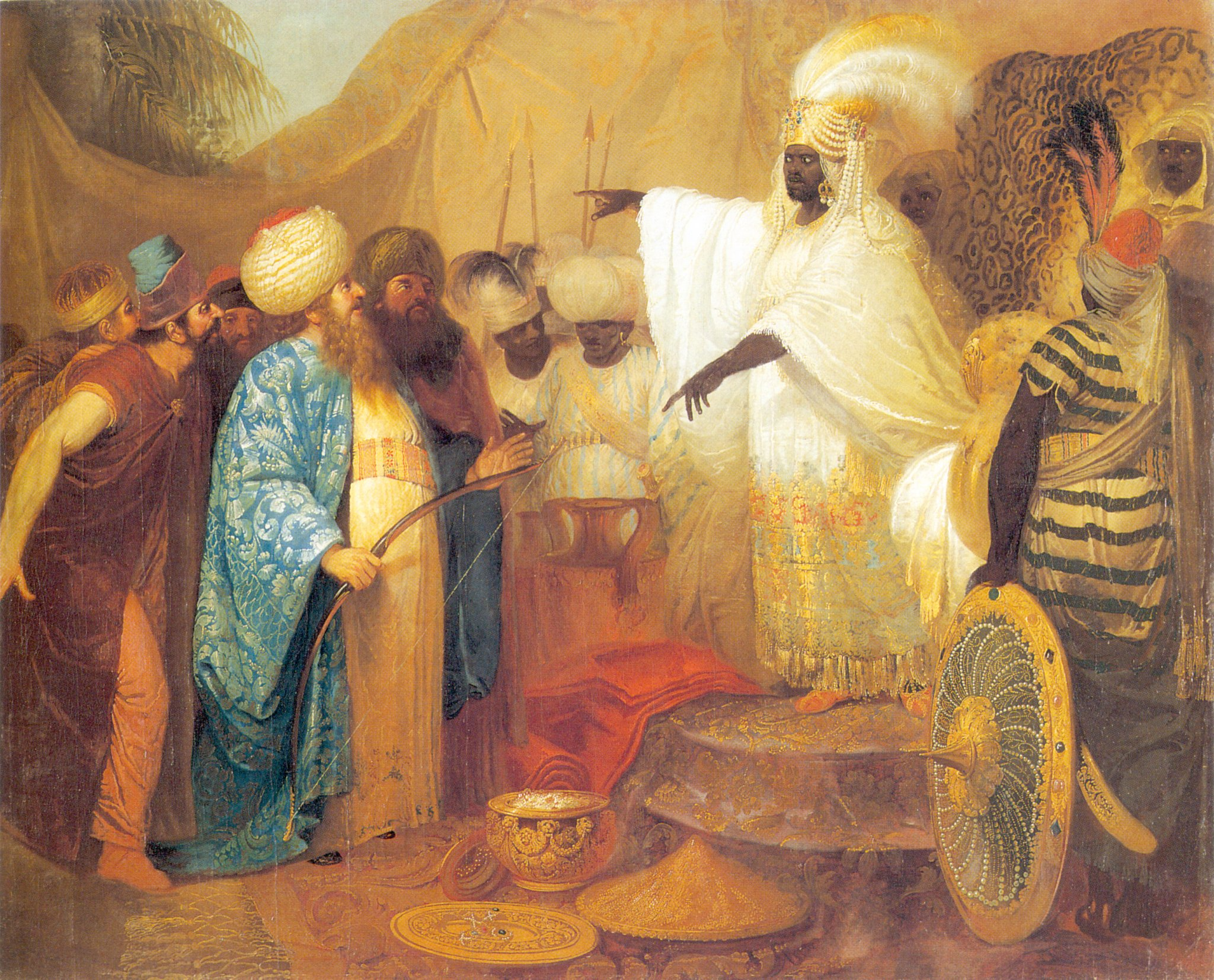
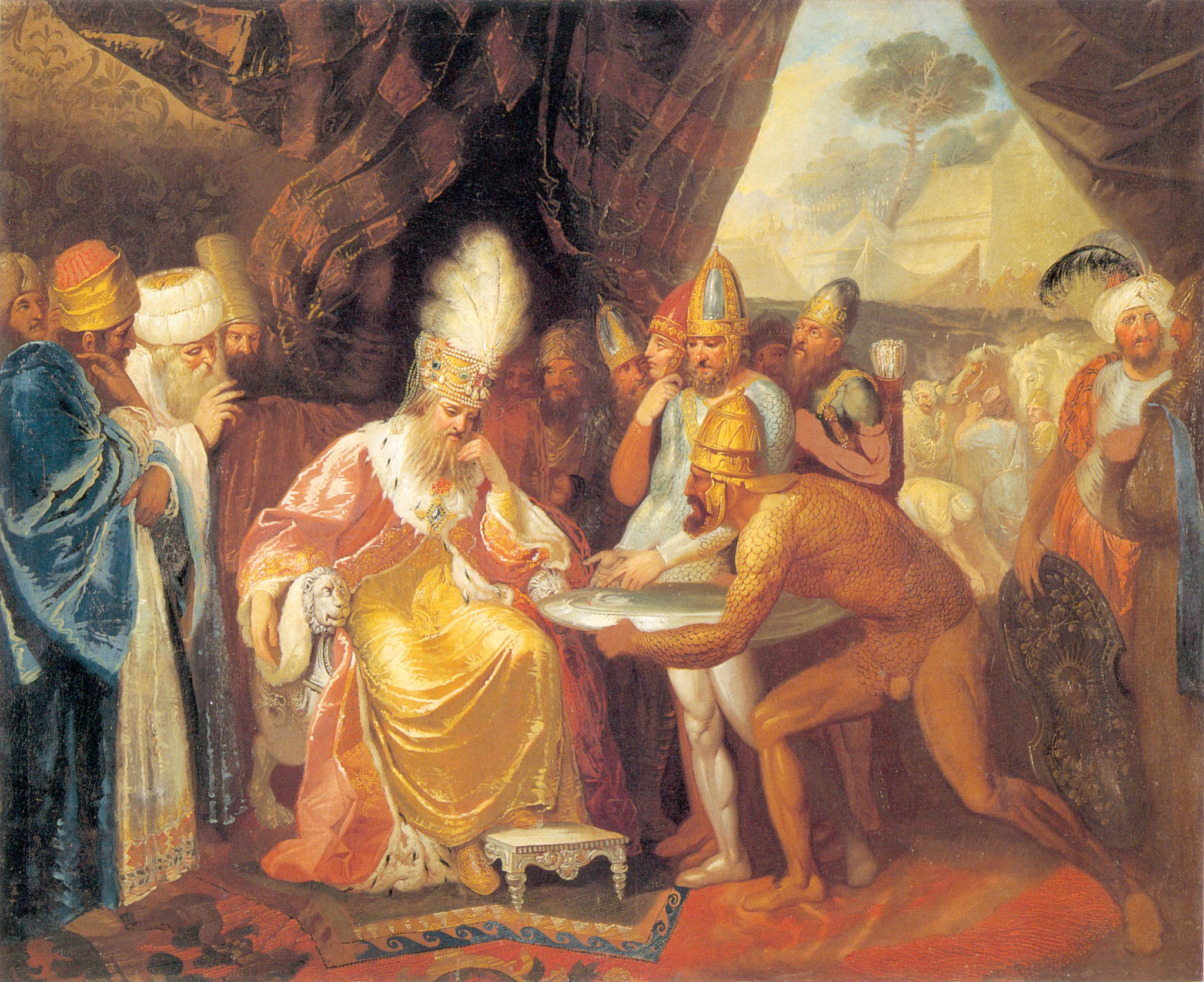
Скіфські посли у Дарія . Біля 1785
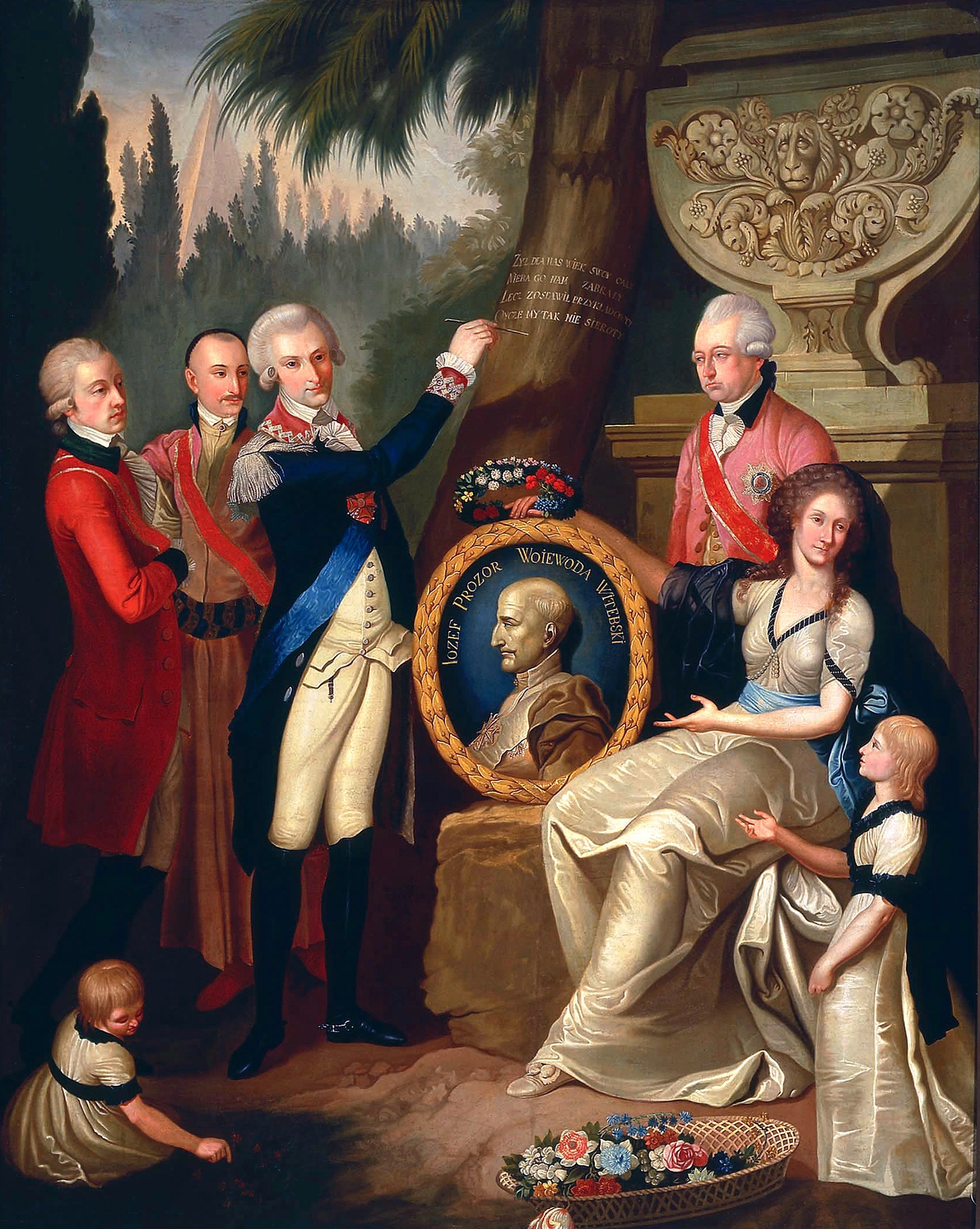
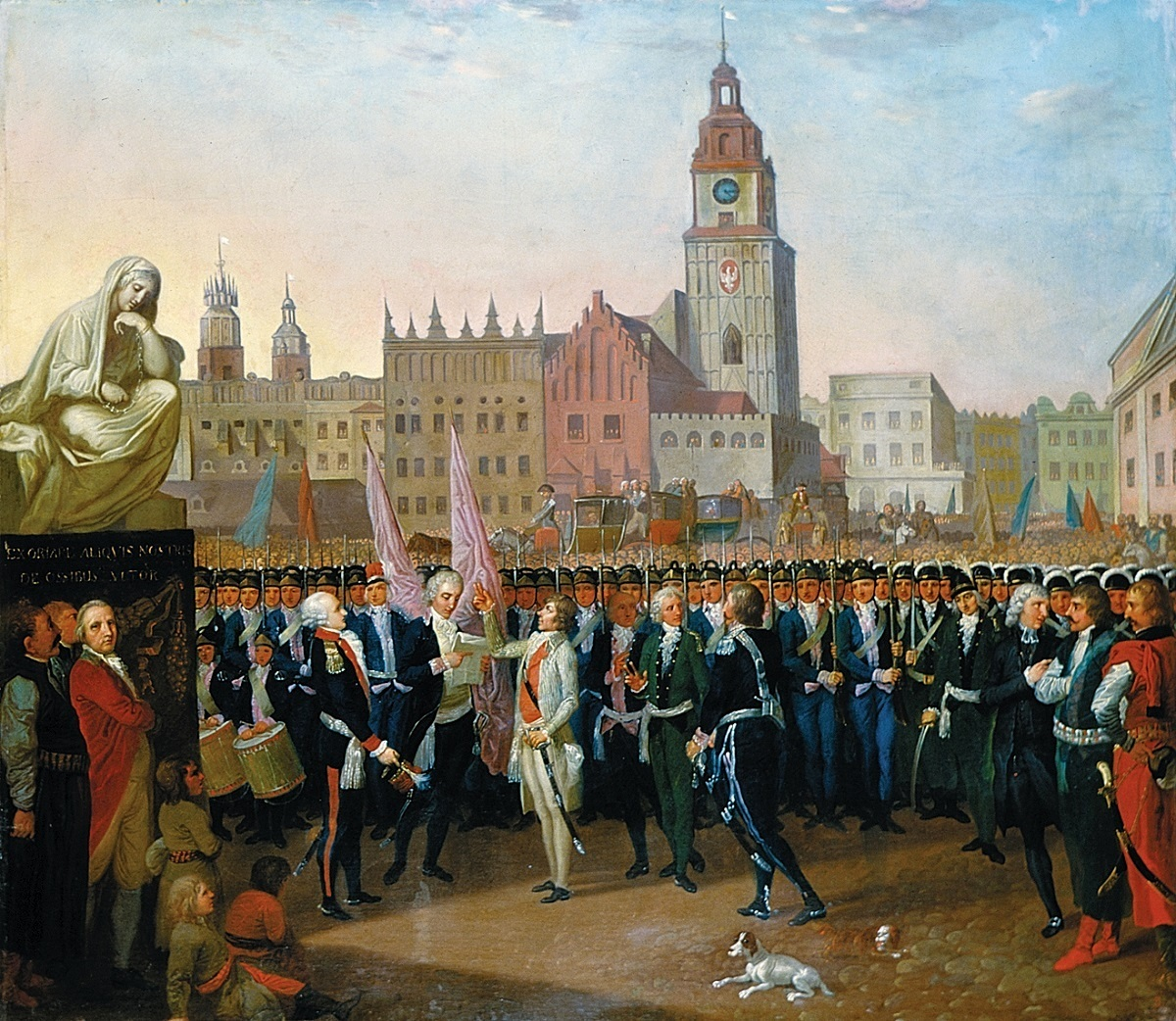
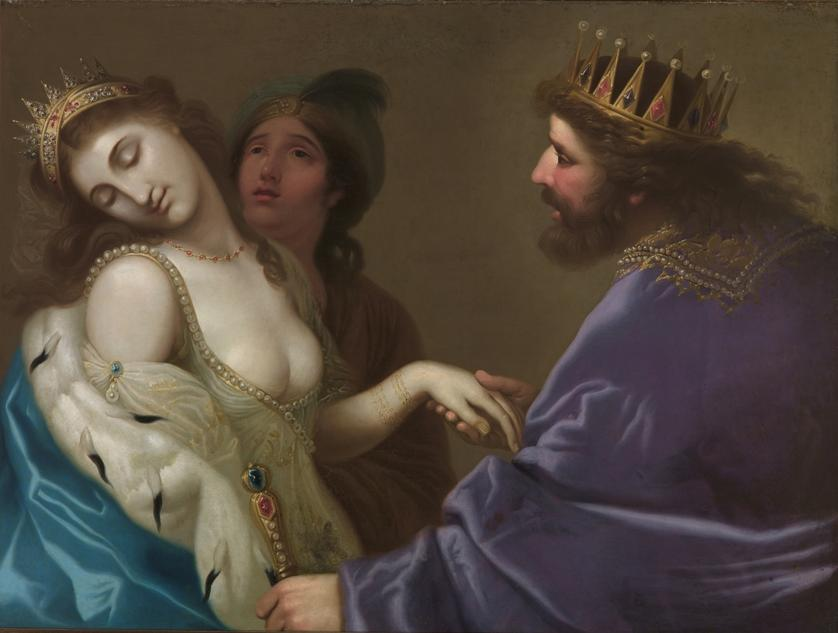
Есфір перед Ксерксом. 1778

## Відомі твори
- «Литовські селяни» Вільнюська картина галерея Художнього музею Литви)
- «Смерть Віргінії» (Вільнюська картина галерея Художнього музею Литви)
- «Скіфські посли у Дарія» (Вільнюська картина галерея Художнього музею Литви)
- «Портрет сім'ї Прозор» (1789, Національний музей, Варшава)
- «Присяга Костюшко» (1797, Національний музей у Познані, Познань)